# Bectumomab
Il bectumomab è un anticorpo monoclonale di tipo murino, chimicamente legato con il radionuclide tecnezio-99m, che viene impiegato nel linfoma di Hodgkin, con il nome commerciale LymphoScan.
Il farmaco agisce sull'antigene CD22.

### Bectumomab
- (EN) Julius M. Cruse, Robert Edwin Lewis e Huan Wang, Immunology guidebook, Academic Press, 2004,  pp. 427–, ISBN 978-0-12-198382-6.
- (EN) L. Harivardhan Reddy e Patrick Couvreur, Macromolecular Anticancer Therapeutics, Springer, 1º giugno 2009,  pp. 531–, ISBN 978-1-4419-0506-2.
- (EN) Julius M. Cruse, Robert Edwin Lewis e Huan Wang, Immunology guidebook, Academic Press, 2004,  pp. 427–, ISBN 978-0-12-198382-6.
- (EN) Howard L. Kaufman, Molecular targeting in oncology, Humana Press, 2008,  pp. 680–, ISBN 978-1-58829-577-4.